# Anton Rehmann

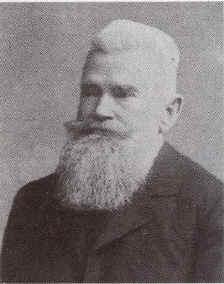
Anton Rehmann

Anton Rehmann (polnisch Antoni Rehman) (* 13. Mai 1840 in Krakau; † 13. Januar 1917 in Lemberg) war ein polnisch-galizischer, k. k. und k. u. k. österreichischer Geograph, Geomorphologe, Botaniker und Forschungsreisender.
Er publizierte zumeist auf Deutsch in österreichischen Zeitschriften und gilt als österreichischer Botaniker, da Galizien damals zu Österreich-Ungarn gehörte. Sein offizielles botanisches Autorenkürzel lautet „Rehm.“   

## Leben
Anton war der Sohn des Kaminfegermeisters Józef Rehman (1812–1882) und der Anna Piotrowski. Er studierte von 1860 bis 1863 Naturwissenschaften und Geographie an der Jagiellonen-Universität Krakau, wo er 1864 zum Doktor der Philosophie im Fachbereich Botanik promoviert wurde. Im Jahre 1865 erforschte er die Steppen Podoliens, die Ufer des Dnjestr und die Tschornohora. In den Jahren 1866–1867 spezialisierte er sich auf die Pflanzenanatomie in München bei Carl Wilhelm von Nägeli. 1868 reiste er durch Südrussland und 1869 habilitierte er sich an der Universität Krakau im Fachbereich der Pflanzenanatomie.
In den Jahren 1873 und 1874 bereiste er den Kaukasus und die Krim, 1875 bis 1877 sowie 1879 bis 1880 reiste er durch Südafrika, wo er unter anderem die Gebiete der San, der Khoikhoi, Zulu und der Bantuvölker besuchte.
1882 wurde er Professor der Universität Lemberg. 1884 bis 1897 war der Botaniker auch Dozent an der Veterinärakademie.
Ab 1887 Ordinarius der Lemberger Universität bekleidete er im akademischen Jahr 1887/1888 die Funktion des Dekans der Philosophischen Fakultät und 1888/1889 die des Rektors der Hochschule. Er war Mitglied der Wissenschaftlichen Gesellschaft Krakau, der physiographischen Kommission der Akademie der Gelehrsamkeit Krakau und der Naturwissenschaftlichen Nikolaus-Kopernikus-Gesellschaft, deren Präses er 1888/89 war. 1910 emeritierte er.
Während seiner Arbeit und seiner Reisen sammelte er enorme Mengen herbaristisches Material. Bis heute befindet sich seine Sammlung in Herbarien der ganzen Welt, darunter die bedeutendsten in Krakau und Lemberg.
Er beschrieb mehrere neue Pflanzen-Taxa, u. a. eine Variation des Wermutkrautes (Artemisia absinthium L. var. calcigena Rehm.), das heute als Endemit des Pieniny-Berglands anerkannt ist und daher auf der roten Liste bedrohter Pflanzen in Polen steht. Rehmann zugeordnet wird auch der Einfache Igelkolben (Sparganium emersum).

## Ehrungen
Nach Rehmann ist die Moosgattung Rehmanniella Müll.Hal. benannt.

## Schriften
- Reiseskizzen aus dem südlichen Afrika (1881)
- Echos aus dem südlichen Afrika (1884)
- Die Tatra aus physisch-geographischer Sicht (1895)